# Бо де Роша, Альфонс
Альфонс Эжен Бо де Роша (фр. Alphonse Eugène Beau de Rochas) (9 апреля 1815, Динь-ле-Бен, (департамент Альпы Верхнего Прованса, Франция — 27 марта 1893) — французский инженер.

## Открытие
Разработал теоретические принципы работы четырехтактного двигателя внутреннего сгорания, самое главное — сжатие рабочей смеси перед зажиганием. Его достижение частично объясняется тем, что он подчеркивал ранее недооцененную важность сжатия топливовоздушной смеси перед воспламенением. Он опубликовал свои результаты в 1861 году, через год после того, как Кристиан Рейтманн получил патент в Германии и за 16 лет до того, как Николай Отто получил свой патент.
Эти идеи Бо де Роша были положены в основу его книги «Новейшие исследования относительно практических условий применения теплоты», вышедшей в Париже в 1863 году.